# Museo Diocesano di Palermo

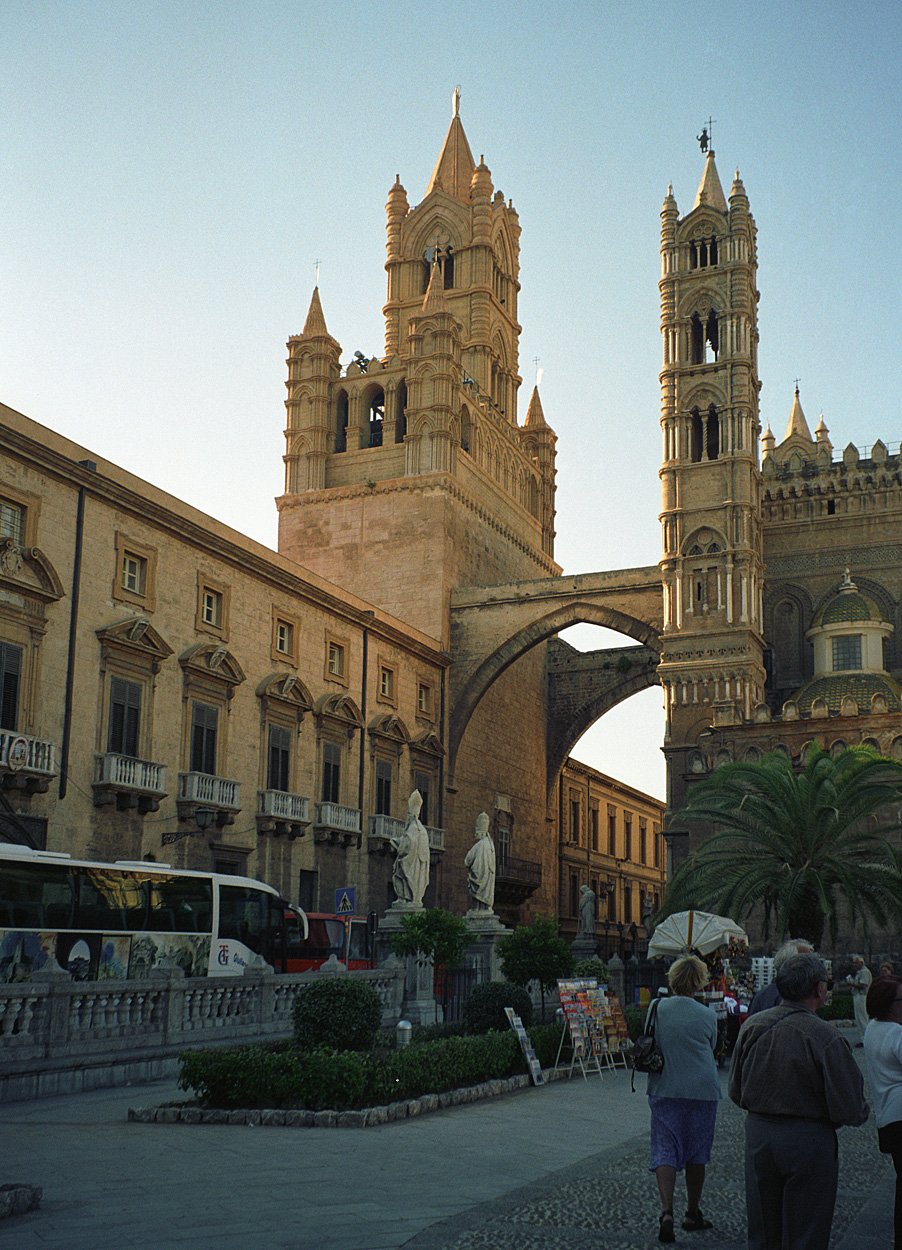
Flügel des Erzbischöflichen Palais (li.), in dem das Museum untergebracht ist

Das Museo Diocesano di Palermo (Diözesanmuseum von Palermo) ist ein Museum in der Stadt Palermo auf Sizilien. Das Museum zeigt vor allem Werke sakraler Kunst aus dem 12. bis 19. Jahrhundert. Es ist im Erzbischöflichen Palais untergebracht.

## Geschichte und Lage
Gegründet wurde das Museum 1927 von dem Erzbischof Alessandro Lualdi. Nach jahrzehntelanger Schließung wegen Restaurierungsarbeiten und archäologischen Untersuchungen (1991–1992, 1999–2000) ist das Museum seit 22. Dezember 2003 wieder für die Öffentlichkeit zugänglich. Es belegt derzeit zwei Stockwerke (erhöhtes Erdgeschoss und Untergeschoss) des Flügels des Erzbischöflichen Palais, der an der Via Matteo Bonello gegenüber dem Vorplatz der Kathedrale von Palermo liegt. Geplant ist eine Ausweitung auch auf das Obergeschoss (piano nobile) dieses Flügels. Der Eingang des Museums befindet sich etwa in der Mitte der Fassade.

## Rundgang

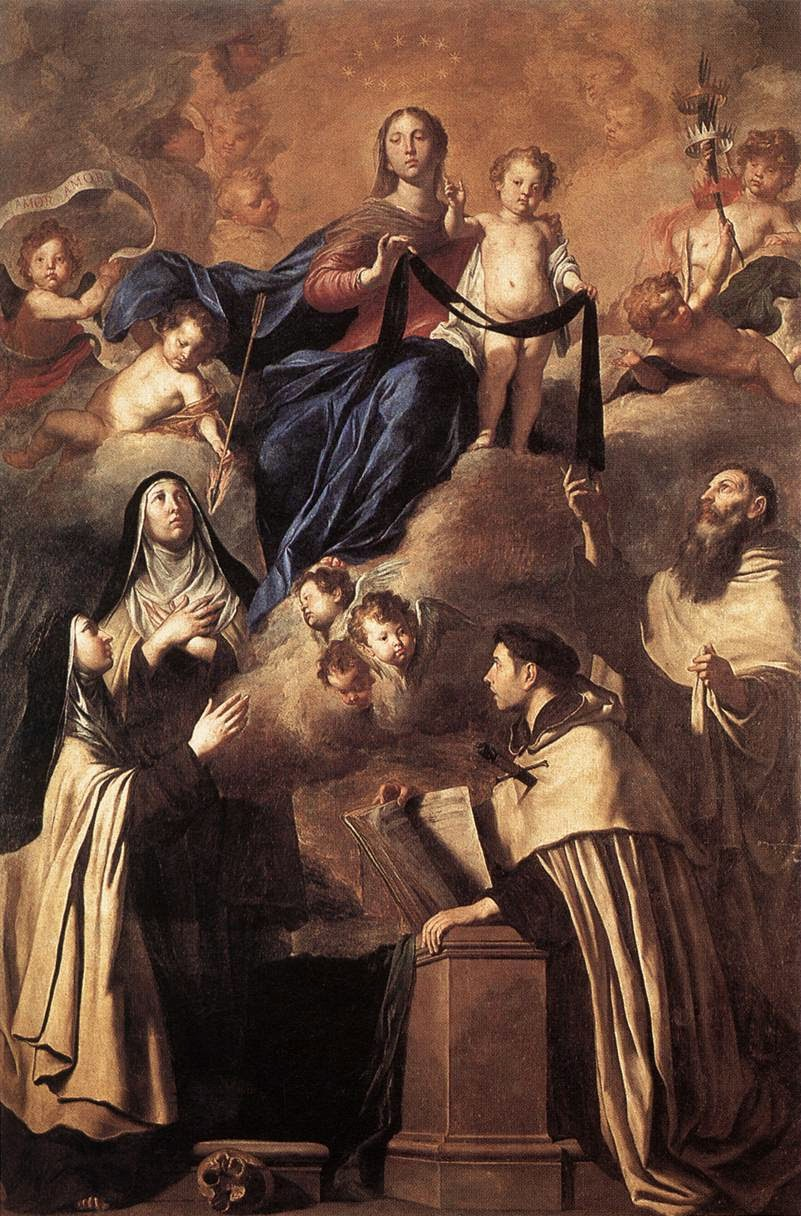
Pietro Novelli: Muttergottes vom Karmel mit Heiligen, Museo Diocesano di Palermo

Vom Eingang aus führt der Rundweg zunächst im Erdgeschoss nach links durch zwei Räume mit Gemälden des 12. bis 16. Jahrhunderts. Dabei handelt es sich überwiegend um Marienbilder anonymer Meister. Ältestes Stück ist die Vergine Odigitria, auch Madonna della Perla bezeichnet, die 1171 für Santa Maria del Cancelliere, ein vom normannischen Vizekanzler Matheus gestiftetes Nonnenkloster, gemalt wurde. Bei den Bildern aus dem 15. Jahrhundert sind Einflüsse der toskanischen Malerei feststellbar.
Aus dem letzten Raum, der noch ein dreigeteiltes gotisches Fenster aus der ersten Bauphase des Palastes hat, geht es in das Untergeschoss. Dort sind Mauerreste von der punischen Zeit bis zum Mittelalter ausgegraben. Ein Teil der Ausgrabungen ist auch vom Hof des Palastes aus sichtbar. Anhand von Schautafeln wird die Stadtentwicklung Palermos veranschaulicht.
An Kunstgegenständen sind im Untergeschoss vorwiegend Skulpturen aus dem 15. bis 18. Jahrhundert ausgestellt. Ein Saal ist der Schule Antonello Gaginis und seinem Sohn Vincenzo Gaggini gewidmet, die im Sizilien des 16. Jahrhunderts dominierte. Viele der hier ausgestellten Figuren Gaginis stammen von der Marmortribüne der Kathedrale, die im Rahmen der Umbaumaßnahmen des 18. Jahrhunderts entfernt worden war.
Etwa an der Stelle des Westturms der Kathedrale führt eine Treppe wieder zurück in das Erdgeschoss. Es folgen weitere Räume mit Gemälden des 16. bis 19. Jahrhunderts. Darunter ist ein Raum alten Stadtansichten von Palermo gewidmet, ein weiterer Raum zeigt überwiegend Werke von Pietro Novelli und seiner Schule.
Im letzten Raum, bevor man wieder zurück zum Eingang gelangt, sind neben Gemälden auch Kultgegenstände des 17. und 18. Jahrhunderts ausgestellt wie z. B. Kelche, Kreuze, Monstranzen, Reliquiare und Messgewänder.